# Löpsedelsmodellen
Löpsedelsmodellen är en presentationteknik för föreläsningar där den viktigaste informationen presenteras först, därefter det näst viktigaste och så vidare. Fördelar med modellen är att presentationen kan avbrytas i princip var som helst och ändå har det viktigaste budskapet gått fram. Dessutom blir det lättare för åhörarna att greppa de mindre detaljerna om de redan fått helheten. Nackdelen med modellen är att det kan vara svårt att hitta en röd tråd i presentationen och att föredraget istället blir väldigt uppdelat.